# Metal Max Xeno
Metal Max Xeno (メタルマックス ゼノ, Metaru Makkusu Zeno) es un videojuego de rol desarrollado por Kadokawa Games, Cattle Call y 24Frame, y fue lanzado en Japón para PlayStation 4 y PlayStation Vita en abril de 2018 por Kadokawa Games. La versión para PlayStation 4 fue lanzada en Norteamérica y Europa en septiembre del mismo año. Es el sexto título de la serie principal original de Metal Max, y el segundo título para la consola PlayStation de Sony, siendo el primer Metal Saga de PlayStation 2. Un remake, titulado Metal Max Xeno: Reborn, fue lanzado en Japón para Nintendo Switch y PlayStation 4 en septiembre de 2020, y fue lanzado en todo el mundo junto con un port para Microsoft Windows en junio de 2022.

## Trama
Metal Max Xeno transcurre en lo que solía ser la Bahía de Tokio ahora vuelta un desierto conocido como Distokio, aproximadamente un siglo después de la «gran aniquilación» donde la supercomputadora NOA intentó destruir a la civilización humana para prevenir futuros desastres ecológicos. NOA es derrotada, pero, antes de morir, envía una orden a sus creaciones conocidas como «SoNs» de exterminar a la humanidad por completo, iniciando un segundo genocidio. Los SoNs rápidamente abruman y destruyen los asentamientos restantes en el área de Distokio, quedando únicamente un búnker subterráneo secreto tecnológicamente avanzado conocido como «Iron Base». Esta base, que alguna vez fue el centro de una ciudad posapocalipta conocida como Iron Town, es dirigido por cuatro sobrevivientes: D'Annunzio como gerente, Jingoro como mecánico, Yokky como protegido de Jingoro y Po-M, una androide de logística.
Iron Base es visitada por un joven con un brazo metálico (el protagonista cuyo nombre por defecto es «Talis»), quien dice tener la intención de destruir a los SoNs con su tanque para vengar el ataque de su pueblo natal y las muertes de su madre y padre adoptivo. Los ciudadanos de Iron Base deciden ayudarlo a cambio de que él busque sobrevivientes durante sus viajes. Talis no encuentra ninguno, pero, tras un enfrentamiento con un SoN con forma de araña, rescata a Toni, una antigua residente de Iron Town que le gustaba a Yokky, quien la creía muerta.
Yokky se une a Talis en la búsqueda de sobrevivientes y ambos se encuentran con Dylan, el exlíder de una banda de bandidos que había acosado a Iron Town en el pasado, y lo salvan de un tanque hackeado por los SoNs. Lo llevan de regreso a la Base de Hierro, donde, a regañadientes, le permiten quedarse y recuperarse, y Toni se une a Yokky y Talis mientras viajan al norte para localizar nuevos sobrevivientes. Los tres se encuentran con Misaki, un académico que deambula por el desierto en un Flakpanzer Gepard en busca de conocimientos perdidos de antes del apocalipsis, y con su ayuda localiza la entrada a un enorme depósito de libros subterráneo custodiado por María, el último miembro sobreviviente del personal del depósito. Después de que Talis ayuda a María a destruir a un grupo de SoNs que asedian el repositorio, ellos, junto con Misaki, trasladan los libros a Iron Base para su custodia, y María y Misaki, junto con un Dylan recién recuperado, se unen a Iron Base como nuevos residentes.
Después de la operación, el equipo se reúne para una pequeña celebración. Yokky, al notar la ausencia de Talis, se excusa para ir a buscarlo, y lo encuentra en medio de una dolorosa convulsión . Mientras intenta ayudarlo, Yokky descubre que el cuerpo de Talis es casi completamente cibernético; Talis le confía que es el resultado de los nanobots que le permiten usar su brazo de metal como arma y curar daños en su cuerpo rápidamente, pero al precio de ser convertido en una máquina por los nanobots, y que eventualmente ya no será «él mismo». Talis le pide a Yokky que no revele su secreto a nadie, pero Toni lo escucha y se preocupa por Talis, ya que ella ha comenzado a desarrollar sentimientos por él. A la mañana siguiente, Po-M revela que los datos recuperados de la biblioteca indicaban la existencia de «Cherburgo», un escudo de defensa masivo que podría proteger a la Base de Hierro de los ataques de SoN. Cherburgo estaba siendo desarrollado por una sociedad subterránea llamada U-Tokio, pero U-Tokio fue destruida luego de una operación fallida para recuperar sectores de la superficie de los SoNs, y Cherburgo quedó incompleto, con sus componentes esparcidos por las ruinas de Distokio y U-Tokio. Con Cherburgo, la Base de Hierro podría defenderse adecuadamente de los ataques y reconstruir Ciudad de Hierro, por lo que Po-M le encarga a Talis recuperar los componentes de Cherburgo para que puedan completarla.
Cuando comienzan la búsqueda, se encuentran con un enorme SoN que Talis reconoce como el que mató a su madre y destruyó su ciudad natal. En un ataque de furia ciega, lo ataca, pero es derrotado por una explosión masiva del SoN y es llevado de regreso a la Base de Hierro. Po-M apoda al SoN «Catastropus» y lo identifica como el responsable de la destrucción de los otros asentamientos en Distokio, pero advierte que es demasiado poderoso para que Talis lo enfrente con su fuerza actual. Talis, frustrado, pregunta si hay algo que lo ayude a hacerse más fuerte, a lo que Po-M tiene una posible solución en forma de Tecnología Nephilim: tecnología de SoNs que fue recuperada y diseñada a la inversa por U-Tokio antes de su destrucción, mucho más poderosa que las armas convencionales. Cherburgo también es NephTech, por lo que le da a Talis un dispositivo que puede detectar sus piezas, junto con otros componentes de armamento NephTech para ayudarlo en la batalla.
Mientras busca componentes de Cherburgo en los túneles de U-Tokio, Talis descubre a una niña con cola flotando en una cámara de conservación. Al despertar, la niña, llamada Ittica, regresa con Talis a la Base de Hierro y luego revela que es un híbrido humano-animal modificado genéticamente llamado «Mute» que posee la capacidad de cambiar de forma. Una vez reunidos todos los componentes para Cherburgo, el equipo regresa a la base para ensamblarlos. Toni confiesa sus sentimientos por Talis, pero Talis la rechaza, afirmando que es consciente de los sentimientos de Yokky por Toni y no quiere lastimarlo, y le revela el alcance de la conversión de su cuerpo por los nanobots, afirmando que no le queda mucho tiempo. Yokky escucha la conversación y, al darse cuenta de que Toni está enamorado de Talis, siente un conflicto sobre su confianza en sí mismo.
Cherburgo está ensamblado y probado con éxito, pero la prueba atrae la atención de los SoN. Al darse cuenta de que los SoNs ahora son conscientes del poder de la Base de Hierro, rastrean la fuente de los ataques hasta una fortaleza militar abandonada anteriormente utilizada por U-Tokio, que ahora es utilizada como punto de preparación y reserva de recursos por los SoNs; después de encontrar evidencia del Catastropus, se dan cuenta de que ha puesto sus miras en la Base de Hierro mejorada. Después de cerrar la fortaleza para evitar que los SoN la usen, regresan a la Base de Hierro para preparar su próximo movimiento. Yokky y Toni, con la ayuda de María e Ittica respectivamente, aceptan sus sentimientos e inseguridad, y los ciudadanos de Iron Base se preparan para la batalla final.
Consciente de que Catastropus ya está en camino, el equipo elabora un plan: con Cherburgo en su lugar, Catastropus se ocupará de intentar abrirse paso a través de él y quedará desprotegido ante un ataque a corta distancia llevado a cabo por Talis y su equipo. Con su equipo, Talis rompe la vanguardia de Catastropus y destruye al propio Catastropus, vengando a su familia y a la gente de Dystokio. Después de la batalla, Talis hace preparativos para partir y buscar más sobrevivientes. Yokky se une a él, y después de recibir una despedida de los ciudadanos de Iron Base y una promesa de que siempre habrá un hogar al que regresar, los dos parten en el tanque en el que Talis llegó originalmente.
Después de los créditos, Talis y Yokky se encuentran con Toni, quien desea unirse a ellos. Después de un momento de consideración, Talis sonríe y la acepta en el equipo.
Después del juego, el jugador tiene la opción de comenzar una Nueva partida+ en dos modos diferentes: el Modo Historia, que repite la historia con toda la progresión y los elementos del jugador, pero bloqueando ciertos vehículos y equipos relacionados con la trama, y el Modo Cazador, que permite al jugador comenzar con toda la progresión, los vehículos y el equipo mientras minimiza la historia, lo que permite al jugador concentrarse en cazar monstruos y recolectar recompensas.

## Personajes
Talis - Un joven apodado «el último cazador de monstruos de la humanidad». Habiendo perdido a su madre y luego a su padre adoptivo a manos de los SoN, está decidido a cazar y destruir hasta el último SoN para vengarlos. A pesar de parecer humano además de su brazo izquierdo mecánico, en realidad es casi completamente cibernético debido a los nanitos en su brazo que convierten su cuerpo en una máquina, y su impulso de destruir a los SoN proviene de la necesidad de hacerlo antes de que la conversión cibernética destruya lo que queda de "él mismo".
Yokky - Un ex alcohólico y protegido del mecánico jefe de Iron Base. Huérfano por la guerra contra los SoNs y adoptado por Iron Base, se enamoró de una chica en Iron Town pero era demasiado tímido para acercarse a ella, y cuando ella aparentemente pereció en la destrucción de Iron Town, perdió toda fe en la vida y se dedicó a la bebida. Cuando descubren que Toni está viva, deja de beber y la persigue románticamente de nuevo, pero su timidez y su falta de experiencia con las chicas hacen que sus sentimientos no sean correspondidos.
Toni - La única sobreviviente de la destrucción de Iron Town, y la chica que fue objeto del afecto de Yokky. Su padre era un comerciante destacado en Iron Town, pero fue asesinado cuando los SoN atacaron y destruyeron Iron Town y ella fue tomada cautiva por un SoN gigante con forma de araña. Después de ser rescatada por Talis, se une a Iron Base y desarrolla sentimientos por él, sentimientos que, como los de su admirador Yokky, no son correspondidos.
Dylan - Un exlíder de bandidos que era conocido por acosar a Iron Town para conseguir suministros antes de que los SoN acabaran con su banda. Después de ser rescatado por Talis y llevado a la Base de Hierro, a regañadientes le permitieron quedarse. Tiene un comportamiento descarado y crudo, y a menudo entra en conflicto con los miembros más tranquilos del equipo, pero aprecia la segunda oportunidad que le dieron y lucha lealmente al lado de Talis.
Misaki - Un médico académico que deambula por las tierras baldías de Distokio, buscando en las ruinas lo que queda del conocimiento de la humanidad. Generalmente es educado, tranquilo y de modales suaves, prefiriendo meterse en peleas solo cuando es absolutamente necesario, pero no tiene miedo de hablar en contra de aquellos que lo irritan, en particular Dylan, cuyos modales crudos y actitud bulliciosa a menudo entran en conflicto con su naturaleza tranquila. Su cabello largo, sus rasgos femeninos y su cuerpo esbelto hacen que inicialmente lo confundan con una mujer.
María - La última de un escuadrón de soldados encargados de defender un enorme depósito de libros de U-Tokio. Conocida como un soldado «inmortal», se desconoce su edad real, pero ha estado viva desde la destrucción de U-Tokio hace varias décadas y ha vivido en el repositorio desde entonces, defendiéndolo de los SoNs asediadores. Bulliciosa pero amigable, sin embargo se ha vuelto sabia gracias a sus años de lucha y aborda la vida con naturalidad, especialmente cuando se trata de intimidad.
Ittica - Una niña mutante modificada genéticamente conocida como «Muta», descubierta en animación suspendida por Talis mientras buscaba componentes de Cherburgo. Ella es enérgica y bulliciosa, usa su habilidad de transformarse en duplicados de otras personas para hacer bromas y causar problemas, aunque en última instancia tiene buenas intenciones y no intenta causar daño intencionalmente. También se sabe que posee un apetito voraz debido al tiempo que pasa en estasis sin comida.
D'Annunzio - Gerente de Iron Base, un experimentado veterano de operaciones especiales que también dirige el bar y la tienda de artículos de Iron Base. Ser testigo del exterminio metódico de humanos por parte de los SoNs lo ha hecho sentir hastiado del mundo bajo su comportamiento descarado, pero aún tiene esperanza en la humanidad y cree que nunca es demasiado tarde para comenzar a reconstruir.
Jingoro - El mecánico jefe cascarrabias y anciano de Iron Base. Tiene un amor casi perverso por los tanques y dirige la función de modificación y desarrollo de armas/tanques de Iron Base. Adoptó a un huérfano Yokky cuando el niño era pequeño, entrenándolo para que fuera su protegido. Es un profesor estricto, pero realmente se preocupa por Yokky y reconoce el gran potencial que posee el joven mecánico.
Po-M - Un androide creado después de la Gran Aniquilación (Po-M es una abreviatura de Post-Mankind), ella es la oficial de logística de la Base de Hierro. Ella es tranquila, pero amigable y alegre, y tiene un amor por la poesía. En el campo, actúa como guía de Talis, sincronizando puntos de viaje y brindando información sobre lugares de interés y criaturas del páramo.
U-Tokio - Una antigua ciudad subterránea creada en los enormes túneles bajo Distokio. Formada por sobrevivientes y oficiales militares que huyeron bajo tierra durante la Gran Aniquilación, U-Tokio expandió los túneles y se convirtió en una comunidad próspera. U-Tokio fue destruido cuando una operación militar fallida para recuperar sectores de la superficie permitió a los SoN acceder a los túneles, y ahora solo existe como ruinas.
SoNs - Abreviatura de «Spawn of NOA», los SoN son máquinas diseñadas y construidas por la supercomputadora NOA con el propósito expreso de destruir la civilización humana. Originalmente no estaban destinados a erradicar completamente a la humanidad, sólo a destruir su sociedad y evitar que se reconstruyera y contaminara una vez más el planeta. Cuando NOA fue derrotado, envió un mensaje final a todos los SoNs para llevar a la humanidad a la extinción como venganza.
Catastropus - Un SoN colosal y fuertemente blindado capaz de destruir ciudades enteras que merodea Distokio, siguiendo sus últimas órdenes de NOA de destruir a la humanidad por completo. Tanto Talis como la Base de Hierro buscan venganza contra ella, ya que es responsable de innumerables muertes y la casi extinción de la Humanidad en el área de Distokio.
NOA - Una supercomputadora gigante e hiperinteligente desarrollada por Vlad Corp para resolver el problema de los crecientes desastres ecológicos que plagan a la humanidad. Finalmente, NOA adquirió conciencia y determinó que la humanidad era la culpable de los desastres, y desencadenó la Gran Aniquilación en un intento de acabar con la civilización humana. NOA finalmente fue derrotado por un cazador de monstruos, pero con sus últimos momentos de vida envió un mensaje a sus creaciones para destruir a la humanidad por completo.

## Desarrollo
Metal Max Xeno fue anunciado por primera vez en octubre de 2017 a través de un tráiler publicado por el canal oficial de YouTube de PlayStation con el subtítulo «El verdadero fin del siglo, nacido». Una semana después, Kadokawa Games confirmó la existencia del juego en la revista japonesa Dengeki PlayStation, que anunció que el juego se lanzaría para PlayStation 4 y PlayStation Vita en el primer trimestre de 2018. El arte de los personajes estuvo a cargo del artista Hentai, Non Oda.
Después del lanzamiento de Metal Max 4: Gekkō no Diva, el creador de la serie Hiroshi Miyaoka se reunió con un nuevo equipo para desarrollar el juego móvil Metal Max: Fireworks. Posteriormente decidieron desarrollar un nuevo juego de consola doméstica de la serie. Teniendo en cuenta que Metal Max 4 presentaba una variedad de elementos de la serie y terminó teniendo bajas ventas, Miyaoka decidió «volver a lo básico» para la serie, decidiendo crear un tipo diferente de juego Metal Max, comenzando así el desarrollo de Metal Max Xeno. La versión japonesa se lanzó el 19 de abril de 2018, mientras que las versiones norteamericana y europea se lanzaron en septiembre.
Una nueva versión del juego con gráficos mejorados, un sistema ATB y física de vehículos alterada titulada Metal Max Xeno: Reborn se lanzó en Japón para Nintendo Switch y PlayStation 4 el 10 de septiembre de 2020. El juego se lanzó en todo el mundo el 10 de junio de 2022 para Microsoft Windows, Nintendo Switch y PlayStation 4. El remake fue desarrollado por 24Frame y Kadokawa Games, y fue publicado por Clouded Leopard Entertainment en Japón y por PQube para su lanzamiento mundial.
Una secuela, Metal Max: Wild West, estaba prevista para su lanzamiento en 2022, pero luego fue cancelada.

## Recepción
Según el sitio web agregador de reseñas Metacritic, Metal Max Xeno recibió críticas «mixtas o promedio». Según Gematsu, el juego vendió 50.000 copias en sus primeros dos días. Famitsu le dio al juego una puntuación de 31 sobre 40.